# Xavier Perrot
Xavier Perrot (Zurique, 1 de fevereiro de 1932 - Zurique, 8 de dezembro de 2008) foi um piloto suíço de Fórmula 1.

## Carreira
Perrot fez carreira na Fórmula 2. Em 1969, dirigindo um Brabham BT23C da equipe Squadra Tartaruga, participou do Grande Prêmio da Alemanha, onde os carros de F-1 competiram juntamente com os de F-2, obtendo um 10º lugar ao final. Ele nunca competiu em uma prova exclusivamente de F-1.
Perrot faleceu em 8 de Dezembro, aos 76 anos de idade.